# 丹特·博寧范特

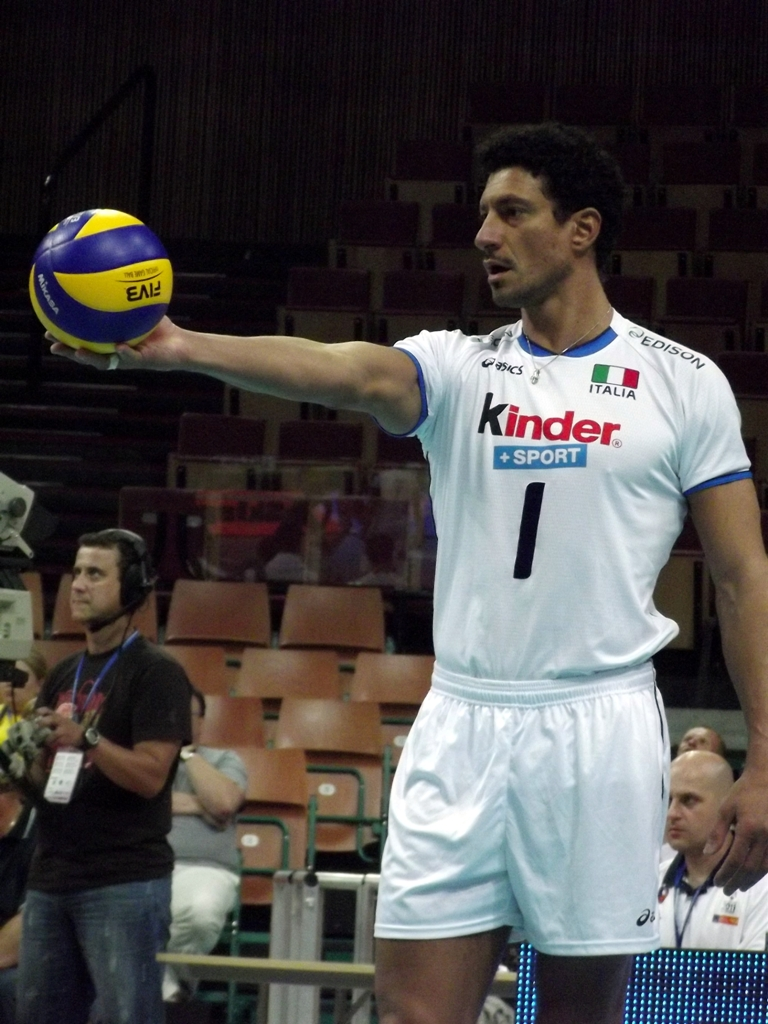
丹特·博寧范特

丹特·博寧范特（義大利語：Dante Boninfante；1977年3月7日—）是一位意大利排球運動員。他現在效力於意大利排球聯賽球隊維羅納排球俱樂部。他也代表意大利國家男子排球隊參賽，參加了2012年奧運會的比賽。